# Chilapa de Álvarez
Chilapa de Álvarez é uma cidade do estado de Guerrero, no México.